# Bastion Fortezza
Le Bastion Fortezza (en italien Bastione Fortezza) est l'un des six bastions qui composent l'enceinte de Grosseto (province de Grosseto en Toscane).

Le bastion constitue la citadelle fortifiée de l'avant-poste des Médicis à Grosseto, et est situé au sommet nord-est du tracé de la muraille, entre le bastion Rimembranza et le bastion Maiano.

## Histoire
Le rempart, construit dans la seconde moitié du XVIe siècle lors des travaux de reconstruction des murailles, a une forme pentagonale caractéristique et est composé de deux bastions secondaires faisant face au centre historique de la ville, le rempart de la Victoire et le rempart de Santa Lucia ; ce dernier délimite la masse imposante du Cassero Senese.
Toute cette section de l'enceinte de la ville, anciennement appelée la "Citadelle", a abrité le quartier militaire du milieu du XIXe siècle jusqu'à la durée de la Seconde Guerre mondiale. Récemment, une restauration de l'ensemble de la zone a été achevée qui, après les travaux de réaménagement, a été transformée en un centre culturel et d'exposition, abritant de nombreuses expositions.

## Description
L'accès à la citadelle se fait par une porte, précédée d'un pont-levis, qui s'ouvre à côté du rempart de SantaLucia. Après avoir passé la porte d'entrée, un escalier mène, à gauche, au Cassero Senese, à droite, à la Piazza d'Armi qui surplombe la chapelle de Santa Barbara.